# Těšnov (Praha)
Těšnov je ulice v Praze, která má nyní charakter náměstí a rozkládá se od západní části Karlína po Nové Město. Vede v místech zaniklé vesnice Těšnov, křižovnických pozemků Špitálska a bývalého nádraží Praha-Těšnov. Ze západní strany ji ohraničují ulice Klimentská, Stárkova a nábřeží Ludvíka Svobody. Při této západní straně se říkalo V ratejně, protože tam stávala do poloviny 19. století ubytovna ratejna pro chudé dělníky a vedle ní policejní služebna. Z východní strany Těšnov ohraničují Pobřežní a Sokolovská ulice a Švermovy sady, z jihovýchodní strany sem ústí ulice Na Florenci.

## Historie
Za Karla IV. tudy vedly hradby  Nového Města pražského, v nichž byla Špitálská brána. Na šancích se objevovaly jen ojedinělé domky strážných. Osada Těšnov se u nich písemně připomíná k roku 1437. S městem ji spojovala Špitálská brána (také označována jako Petrská či Poříčská) v Karlově opevnění, která stála v prodloužení ulice Petrské (v 17. století nahrazena nedalekou Poříčskou branou). Těšnov měl svého rychtáře a říkalo se zde také „v zahradách Těšnovských“. Po skončení husitských válek zůstalo místo dlouho pusté, jen směrem od Poříčí stály tři domky bez dvorků postavené na místě domků, které roku 1390 s povolením Václava IV. střelci přistavěli při hradební zdi. Od konce 15. století se jméno Těšnov již nevyskytuje. 
Etymologie názvu se vysvětluje zkomolením německého termínu Deutschenhof , což znamená Německý dvůr. Staré označení mělo variantu V Těšnovských zahradách, obojí nahradilo Špitálsko jako souhrnný název pozemků, náležejících Řádu křižovníků s červenou hvězdou. 
Za císaře Rudolfa II. zde míval zahradu lékař a přírodovědec Tadeáš Hájek z Hájku.
Po zboření městské brány bylo vybudováno nádraží Rakouské severozápadní dráhy, slavnostně otevřené 10. května 1875 a po roce 1918 přejmenované na Denisovo. Na křižovatce kolem něj se začaly stavět domy, roku 1894 byla hotová jejich urbanistická situace a pro ulici byl vybrán název někdejší osady Těšnov. Značných změn doznala ulice po vyřazení nádraží z provozu roku 1972 s následným budováním dálničního mostu. To si vyžádalo demolice.
Ulice Těšnov za současné situace sestává ze západní fronty domů, z parkoviště aut a z budovy McDonald's pod tělesem mostu.  

## Významné budovy
- Ministerstvo zemědělství Těšnov čp. 65 /Klimentská 17; novoklasicistní budova z let 1929–1935, architekt František Roith
- Nárožní dům čp. 1059/II. s bustami architektů – Těšnov 1/Na Poříčí 43; novorenesanční budovu postavil architekt František Kindl pro sebe a svou manželku Annu[4]; pro reklamu a reprezentaci jeho profese vytvořil nezjištěný sochař (domněle Bohuslav Schnirch) na fasádě čtvrtého poschodí reliéfy s bustami 15 architektů, působících v Čechách[5].
- Dům čp. 1163/II - Těšnov 3; novostavba Matěje Blechy z roku 1932 na místě zbořených objektů továrny na železný nábytek Hynka Gottwalda (výroba v letech 1885-1914)
- Hotel Opera, nárožní dům čp. 1743/II, Těšnov 13/Stárkova ulice; novorenesanční budova, stavitel Karel Janda, 1891; původně se zahradní restaurací